# (1267) Geertruida
(1267) Geertruida est un astéroïde de la ceinture principale découvert le 23 avril 1930 par l'astronome néerlandais Hendrik van Gent. Il fut nommé d'après le prénom Geertruid, celui de la sœur de l'astronome Gerrit Pels.

## Historique
Le lieu de découverte, par l'astronome néerlandais Hendrik van Gent, est Johannesburg (UO).

## Sources

## Compléments